# That Girl from Ipanema
That Girl from Ipanema — одиннадцатый студийный альбом бразильской певицы Аструд Жилберту, выпущенный в 1977 году на лейбле Image Records. На альбоме представлено большое количество песен, автором которых является сама Жилберту. Также на пластинке заметно влияние диско-музыки. Впоследствии альбом многократно переиздавался с разными обложками и перемешанным трек-листом, в основном под названием The Girl from Ipanema.

## Отзывы критиков
| Оценки критиков               | Оценки критиков |
| Источник                      | Оценка          |
| ----------------------------- | --------------- |
| AllMusic                      | [ 1 ]           |
| Encyclopedia of Popular Music | [ 2 ]           |

В журнале Billboard написали, что бразильская певица ничуть не утратила своей привлекательности, несмотря на длительный перерыв в выпуске винила. В издании Record World отметили, что новая диско-версия «The Girl from Ipanema» звучит прекрасно.

## Список композиций
| №  | Название                              | Автор(ы)                                                | Длительность |
| -- | ------------------------------------- | ------------------------------------------------------- | ------------ |
| 1. | «The Girl from Ipanema»               | Винисиус ди Морайс, Норман Гимбел, Антониу Карлос Жобин | 3:16         |
| 2. | «Meu Pião»                            | Зе Ду Норте                                             | 3:39         |
| 3. | «Far Away» (при участии Чета Бейкера) | Аструд Жилберту, Хэл Шейпер                             | 4:22         |
| 4. | «We’ll Make Today Last Night Again»   | Аструд Жилберту                                         | 3:06         |
| 5. | «Black Magic (A Gira)»                | Аструд Жилберту, Бету Скала, Умберту Силва              | 3:11         |

| №                   | Название                                 | Автор(ы)                                              | Длительность |
| ------------------- | ---------------------------------------- | ----------------------------------------------------- | ------------ |
| 1.                  | «All I’ve Got»                           | Аструд Жилберту                                       | 6:09         |
| 2.                  | «Love for Sale»                          | Коул Портер                                           | 3:12         |
| 3.                  | «Wanting You»                            | Дэвид Бушкин, Теодор Ирвин                            | 2:37         |
| 4.                  | «The Puppy Song»                         | Гарри Нилсон                                          | 2:51         |
| 5.                  | «Mamãe Eu Quero / Chica Chica Boom Chic» | Эл Стиллман, Висенте Пайва / Гарри Уоррен, Мак Гордон | 3:00         |
| Общая длительность: | Общая длительность:                      | Общая длительность:                                   | 35:22        |

## Участники записи
- Аструд Жилберту — вокал, продюсер
- Фил Боднер[англ.] — саксофон-альт, флейта (A2, A5, B4)
- Эл Горгони[англ.] — аранжировка (A2, A5, B4)
- Дон Себески — аранжировка (A3, A4, B3)
- Бен Аронов[англ.] — аранжировка, фортепиано, синтезатор (B2)
- Винс Монтана[англ.] — аранжировка, вибрафон, перкуссия, доп. инструменты (A1, B1, B5)
- Джои Ди[англ.] — бэк-вокал (A3, A4, B3)
- Мэри Эйланд — бэк-вокал (A3, A4, B3)
- Морин Макэлерон — бэк-вокал (A3, A4, B3)
- Рон Картер — контрабас (A3, A4, B2, B3)
- Уилл Ли[англ.] — бас-гитара (A1, B1, B5)
- Алан Ральф[англ.] — бас-тромбон (A1, A2, A5, B1, B4, B5)
- Джо Рандаццо — бас-тромбон (B2)
- Дэвид Надьен — концертмейстер (A3, A4, B3)
- Гай Лумия — концертмейстер (A1, A2, A5, B1, B2, B4, B5)
- Ларри Вашингтон — конги (A1, B1, B5)
- Аллан Шварцберг[англ.] — барабаны (A1, B1, B5)
- Гэри Мьюр — барабаны (A2, A5, B2, B4)
- Ронни Зито[англ.] — барабаны (A3, A4, B3)
- Эрл Чапин[нем.] — валторна (A3, A4, B3)
- Джеймс Баффингтон[англ.] — валторна (A3, A4, B3)
- Джон Кларк[англ.] — валторна (A3, A4, B3)
- Эли Татарски[англ.] — гитара (A1, B1, B5)
- Джек Уилкинс[англ.] — гитара (A1, B1, B5)
- Эллиотт Рандалл[англ.] — гитара (A2, A5, B4)
- Стюарт Скарф[англ.] — гитара (A2, A5, B4)
- Джин Бертончини[англ.] — гитара (A3, A4, B3)
- Джей Берлинер[англ.] — гитара (A3, A4, B3)
- Ричард Бесникофф — гитара (B2)
- Джим Маэлен[англ.] — перкуссия (A1, A2, A5, B1, B4, B5)
- Дом Ум Романо[англ.] — перкуссия (A2, A5, B4)
- Рубенс Бассини[англ.] — перкуссия (A3, A4, B3)
- Джон Бейтс — перкуссия (B2), ассистент звукорежиссёра
- Карлтон Кент — фортепиано (A1, B1, B5)
- Фрэнк Оуэнс — фортепиано (A2, A3, A4, A5, B3, B4)
- Дэвид Тофани[англ.] — саксофон (A3, A4, B3)
- Эдвард Дэниэлс[англ.] — саксофон (A3, A4, B3)
- Джордж Мардж — саксофон (A3, A4, B3)
- Рэймонд Бекенстайн — саксофон (A3, A4, B3)
- Лу Марини[англ.] — саксофон (B2)
- Уоррен Бернхардт[англ.] — синтезатор Муга (A2, A5, B4)
- Артур Каплан[англ.] — тенор-саксофон (B2)
- Джордж Янг[англ.] — тенор-саксофон (B2)
- Харви Эстрин[нем.] — тенор-саксофон, флейта (A2, A5, B4)
- Ромео Пенкью — тенор-саксофон, флейта (A2, A5, B4)
- Урби Грин[англ.] — тромбон (A1, A2, A5, B1, B4, B5)
- Уэйн Андре[англ.] — тромбон (A1, B1, B5)
- Доминик Грейвайн — тромбон (A2, A5, B4)
- Джимми Кнеппер[англ.] — тромбон (B2)
- Сэм Бёртис — тромбон (B2)
- Джозеф Шепли[англ.] — труба, флюгельгорн (A1, B1, B5)
- Виктор Пас — труба (A1, A2, A5, B1, B4, B5)
- Берни Глоу[англ.] — труба, флюгельгорн (A2, A5, B4)
- Ирвин Марковиц[англ.] — труба (A2, A5, B4)
- Фред Миллер — руководитель записи, звукорежиссёр
- Брюс Герштейн — звукорежиссёр
- Хэнк О’Нил[англ.] — исполнительный продюсер